# Jaguar 2
De Jaguar 2 of Raketenjagdpanzer 4, afgekort RakJPz4 Jaguar 2, was een Jagdpanzer van de Duitse Bundeswehr. De RakJPz was relatief licht bepantserd en vertrouwde op zijn snelheid en lage profiel.

## Achtergrond
Na de Tweede Wereldoorlog schreef de doctrine van de een "mobiele verdediging" voor, met gebruik van antitankeenheden (Panzerjägertruppe). Deze moesten de infanterie ondersteunen bij de verdediging tegen vijandelijke tanks. Hiervoor schafte de Bundeswehr in 1961 de Raketenjagdpanzer 1 aan en vervolgens de Kanonenjagdpanzer en de Raketenjagdpanzer 2 die van 1967 tot 1968 instroomde en de Raketenjagdpanzer 1 verving bij de Panzerjägercompagnies van de Panzergrenadier-en Panzerbrigades. Iedere brigade ontving 8 voertuigen.
De Raketenjagdpanzer 2’s werden tussen 1978 tot 1982 omgebouwd tot de Raketenjagdpanzer 3 Jaguar 1

## Ontwikkeling

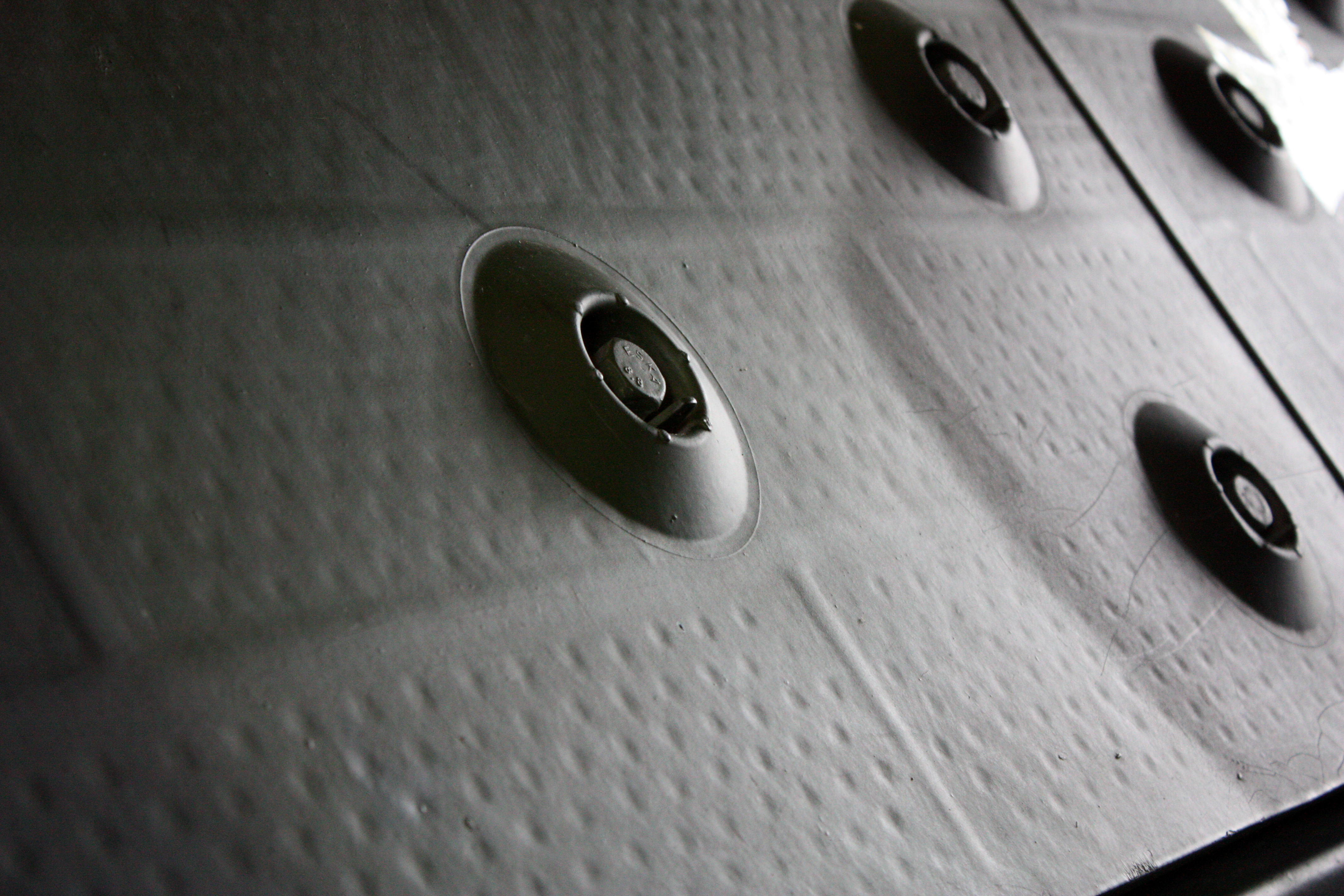
Detail add-on pantser

Van 1983 tot 1885 werden 162 van de 770 Duitse Kanonenjagdpanzer omgebouwd tot RakJPz4 Jaguar 2 met het wapensysteem TOW. Deze werden ingedeeld bij Panzerjäger compagnies van de Panzergrenadierbrigades. De Jaguar 2 kreeg net als de Jaguar 1 aanvullende bepantsering (‘add-on armour’); aan de voorkant en zijkanten van de romp werden pantserplaten op het voertuig vastgeschroefd op rubberen afstandsbussen waardoor er een ruimte overblijft die fungeert als buffer tussen het pantser en de romp.
Van 1983 tot 1993 werden de Jaguar 1 met het wapensysteem HOT en de Jaguar 2 beide gebruikt door de Panzerjäger eenheden van de Bundeswehr.

## Constructie
De Jaguar 2 is een rupsvoertuig met een kazemat constructie, voorzien van een lanceerinstallatie voor BGM-71 TOW draadgeleide antitank raketten.
Kenmerken

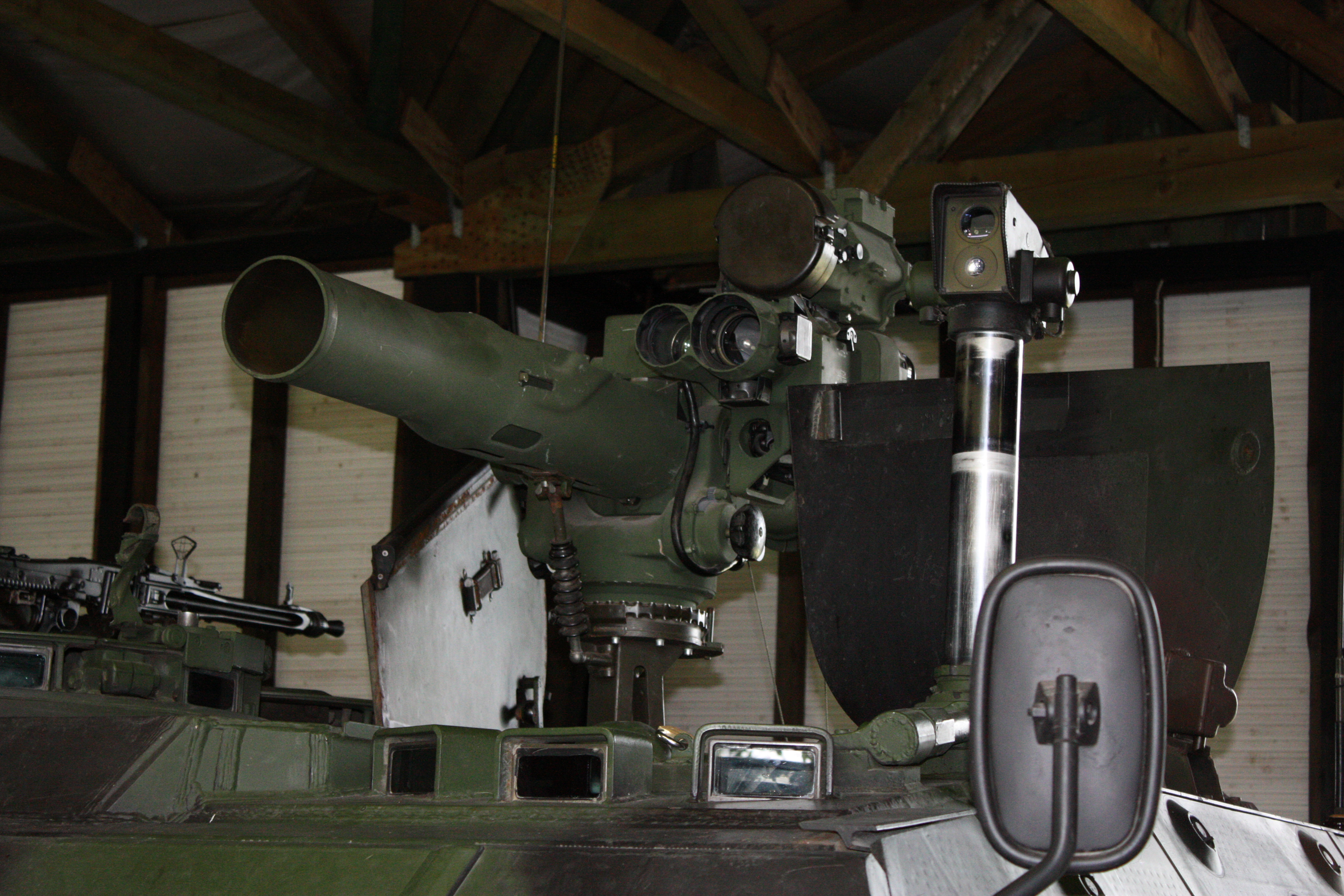
TOW lanceerinstallatie op Jaguar 2

Uiterlijk lijkt de Jaguar 2 erg op de Jaguar 1. Ze zijn echter te onderscheiden door zichtbare verschillen:
- Jaguar 1 heeft een boegmitrailleur, de Jaguar 2 niet.
- Jaguar 1 heeft de rookbuslanceerinrichting op het achterdak, Jaguar 2 op het schuine frontpantser.
- Boven op het dak van de Jaguar 1 bevindt midden vooraan één korte dikke behuizing met een richtperiscoop. De Jaguar 2 heeft twee uitschuifbare masten op het voertuigdak; één rechtsvoor, één links aan de zijkant.
- Het wapensysteem HOT van de Jaguar 1 wordt onder pantser bediend, terwijl de TOW van de Jaguar 2 wordt bediend door de schutter die in het geopende luik naast de lanceerinstallatie staat.

Romp
De romp van de Jaguar 2 is gemaakt van gelaste schuin geplaatste gewalste platen van pantserstaal. De ‘overgebouwde’ romp heeft een "getrapte" vorm, wat betekent dat het motordek aan de achterzijde van het voertuig lager is dan het bemanningscompartiment aan de voorzijde.
De Jaguar 2 was voorzien van NBC beschermingsinstallatie (overdruk) en een brandblusinstallatie.
In de bodem van het bemanningscompartiment was een rond noodluik aangebracht.
De bestuurder bevond zich aan de linkerkant, de commandant aan de rechterkant, elk met hun eigen luik. De schutter zat achter de chauffeur, en de lader achter de commandant.
De chauffeur had 3 zichtblokken waarvan de middelste verwisseld kon worden voor een nachtzichtapparaat. Hij had een rond stuurwiel, en voor noodgevallen tevens twee stuurhendels die ook dienden als handrem. Boven zijn zitplaats zit een vlak eendelig toegangsluik dat naar links opent.
De commandant had 3 zichtblokken waarvan de middelste verwisseld kon worden voor een nachtzichtapparaat. Hij beschikte over een 360° draaibare waarnemingsperiscoop met camera en stereoscopische afstandsmeter op een uitschuifbare mast rechtsvoor op het voertuigdak. Boven zijn zitplaats zit een vlak eendelig toegangsluik dat naar rechts opent. 
Boven zijn zitplaats zit een vlak eendelig toegangsluik dat naar rechts opent
De schutter beschikte over een 360° draaibare waarnemingsperiscoop met camera en stereoscopische afstandsmeter op een uitschuifbare mast linksboven op het voertuigdak. Midden in het voertuigdak was een grote ‘gitaar-vormige’ opening met 3 luiken aangebracht voor de lanceerinstallatie.
Rechtsachter op het dak was een rond luik voor de lader geplaatst, met 8 zichtblokken en een ronde rail eromheen waarop het affuit van de dakmitrailleur geplaatst kon worden.
Rechtsachter op het voertuig bevond zich een rond luikje waarachter een ‘infanterietelefoon’ (Außenbordsprechstelle) geplaatst was die was aangesloten op het intercomsysteem van het voertuig, zodat iemand van buiten het voertuig met de bemanning in het voertuig kon praten. Veel gevechtstanks, o.a. de Centurion, Leopard 1, Leopard 2, M1 Abrams en daarvan afgeleide voertuigen, hebben ook een infanterietelefoon achter op de romp.
Bewapening

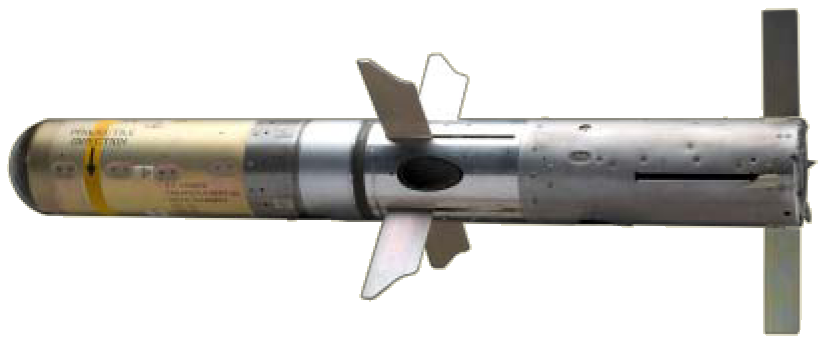
TOW raket met uitgeklapte vinnen

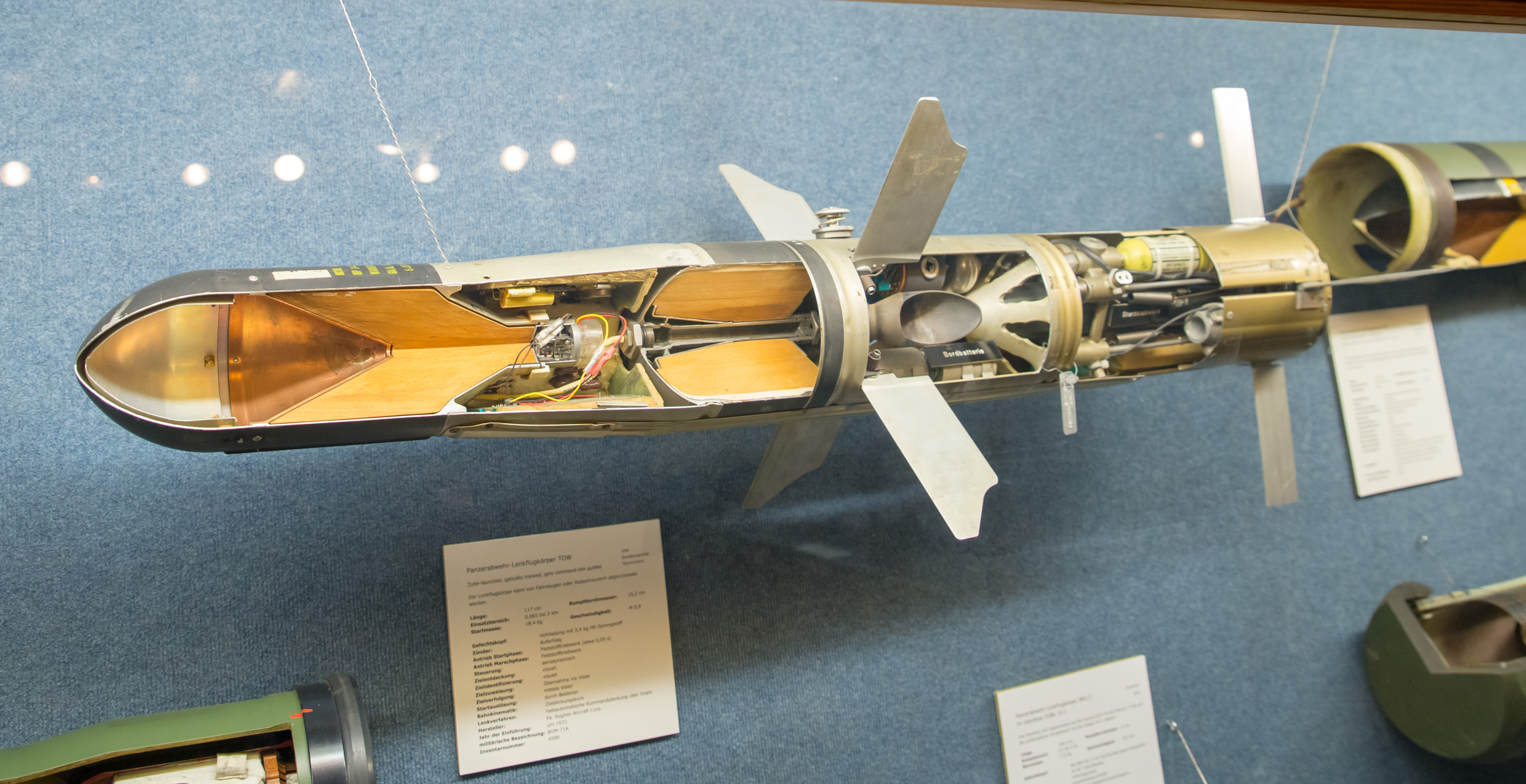
Opengewerkt model TOW raket

De hoofdbewapening is een lanceersysteem voor de draadgeleide antitankgeleide BGM-71 TOW. De TOW kon zowel vanaf het voertuig, als vanaf een grondaffuit buiten het voertuig worden afgevuurd. Het grondaffuit werd op het achterdek meegevoerd.
Als dakmitrailleur was een MG3 op een torenringaffuit geplaatst op de ring bij het luik van de lader. Er waren in totaal 4000 patronen voor de 7,62mm mitrailleur beschikbaar.
Op het frontpantser was een elektrisch bediende rookbuslanceerinrichting met 8 bussen van 76mm geplaatst.
Munitie
De Jaguar 2 voerde 12 BGM-71 TOW antitankraketten mee. De TOW raket wordt in zijn lanceerbuis vervoerd en wordt behandeld als normale munitie. De TOW werd voor het eerst geproduceerd in 1970, en is inclusief lanceerbuis ongeveer 24 kilogram zwaar en 1,2 meter lang. De raket zelf weegt 18,9 kg en is 1,16 m lang (TOW 2 (1983): 19,1 kg, 1,17 m lang, plus 540 mm lange uitschuifbare pen voor op de neus met de ontsteker.), de diameter is 152 mm en de spanwijdte met uitgeklapte vinnen 0,46 m.
De HEAT-gevechtskop weegt 3,9 kg inclusief ontsteker (TOW 2: 5,9 kg).
De raket heeft een maximaal bereik van 3000 meter (TOW 2: 3750 m) en kan een snelheid bereiken van meer dan 200 m/s.
Motor en transmissie
De 29,9L Daimler-Benz MB 837 Aa-500 vloeistofgekoelde multifuel V8 dieselmotor van 500  pk (368  kW) met Renk-transmissie waren achter in het voertuig geplaatst. De 8-cilinder waren per 4 in een hoek van 90° ten opzichte van elkaar geplaatst.
De Renk HSWL 123 halfautomatische handgeschakelde transmissie met 3 versnellingen vooruit en 3 achteruit bestond uit een versnellingsbak met 3 versnellingen en een tussenbak die in ‘vooruit’, ‘achteruit’ of ‘neutraal’ gezet kon worden.
Om bij de motor te komen kon het achterdek hydraulisch geopend worden.
Loopwerk
Het loopwerk is een verbeterd Christie loopwerk, met aan beide kanten vijf dubbele loopwielen, een aandrijfwiel aan de achterzijde van het voertuig, een spanwiel vooraan en drie geleiderollen (ook wel toprollen genoemd). De loopwielen waren voorzien van torsiestaafvering met een bufferveer-aanslagstop. Behalve het middelste hebben alle loopwielen een hydraulische schokdemper.
De rupsband is een 450 mm brede Diehl 828G metalen dual-pin rupsband met open middengeleiders, eindconnectors aan beide zijden en met verwisselbare rubberblokken (trackpads). De rupsband heeft 86 schakels per zijde De rubberen trackpads konden vervangen worden door gietijzeren X-vormige ‘stijgijzers’ (du: Schneegreifer; en: snow grousers) om op sneeuw en ijs te rijden of om de grip te vergroten. Die sneeuwgrijpers werden in de zomertijd in houders aan de zijkant van de romp meegevoerd.
Het loopwerk wordt beschermd door kunststof zijbeplating, waarin voetsteunen waren aangebracht om die het eenvoudiger maakten om op het voertuig te klimmen. De zijbeplating biedt extra bescherming tegen vijandelijke projectielen.
Het voertuig kon 360° wenden in circa 10 seconden.

## Inzet
De Jaguar 2 treedt in principe op vanachter een dekking. Met de periscopen op uitschuifbare masten observeren de commandant en de schutter over dekking heen het terrein. Zodra een doel waargenomen wordt, worden de luiken van de lanceerinstallatie geopend en wordt de lanceerinstallatie met een handpomp hydraulisch omhooggebracht. De twee grote zijluiken blijven rechtop openstaan en bieden de schutter enige dekking.
De lanceerinstallatie beschikt over een dagvizier en een nachtvizier.
Driedelig luik na tow omhoog voorste weer gesloten, beide andere blijven rechtop geopend.
Het voertuig was bedoeld om ingezet te worden vanuit voorbereide posities gepantserde doelen te bestrijden op afstanden tussen 1500 m en 4000 m omdat de kanonnen van tanks op die afstanden niet effectief of nauwkeurig genoeg waren.
Wanneer het doelwit wordt waargenomen en de trekker wordt overgehaald, is er een schietvertraging van 1,5 seconde waarin de raket zijn interne gyroscoop opstart en de thermische batterij de bedrijfstemperatuur bereikt. Daarna wordt de  raket door de startmotor (booster) uit de lanceerkoker gestuwd. De startmotor brandt slechts 0,05 seconden en is uit voordat de raket de buis heeft verlaten. Zodra de raket de lanceerbuis verlaat, klappen eerst de voorste vier vinnen uit gevolgd door vier achterste stuurvinnen. Terwijl de vinnen uitklappen ontsteekt na ongeveer 7 meter de vluchtmotor en versnelt de raket tot ruim 950 km/u (275 m/s). De vluchtmotor brandt 1,6 seconden na de lancering, waarna de raket de rest van zijn baan in glijvlucht aflegt. Nadat de tracker op de lanceerinrichting de raket in beeld heeft, volgen IR-sensoren continu de positie van een IR-baken op de staart van de raket ten opzichte van de zichtlijn, waarbij de stuurunit koerscorrecties genereert die worden verzonden naar de raket. De schutter houdt het doel in het midden van het dradenkruis van het vizier tot aan de inslag. Als de raket een doel niet raakt, breken de stuurdraden op 3.000 meter (bij de originele TOW) of  3.750 m (nieuwste modellen). De draden worden ook automatisch gebroken als de tracker het thermische baken van de raket niet binnen 1,85 seconden na lancering detecteert.
Kleur
De Januar 2’s waren gespoten in het driekleurenvlekkenpatroon (Dreifarb-Tarnanstrich) (in de standaard-NAVO-camouflagekleuren teerzwart, mosgroen, bronsbruin). dat de Bundeswehr voor haar voertuigen vanaf 1984 invoerde.
Uitrusting
De voertuigen zijn voorzien van normale rijverlichting incl. richtingaanwijzers voor gebruik op de openbare weg onder vredesomstandigheden, en beschikken daarnaast over oorlogs- of verduisteringsverlichting en een afzonderlijk te bedienen kruislicht. Daarnaast zitten er aan voor- en achterzijde twee bevestigingsbeugels voor hijsogen of bolderhaken, en achteraan het voertuig een trekhaak (type rangeerkoppeling).

## Uitfasering
In 1993 werden de Jaguar 2’s uitgefaseerd en werd hun taak overgenomen door de Jaguar 1A3 met het wapensysteem HOT, een gemoderniseerde versie van de Jaguar 1.

### Voertuigen met vergelijkbare rol en tijdperk
- DAF YP-408 PWAT, antitankvoertuig met TOW
- AMX-PRAT antitankvoertuig met TOW